# Saudijski nacionalni muzej
Saudijski nacionalni muzej - glavni nacionalni muzej u Saudijskoj Arabiji. Utemeljen je 1999. godine. Dio je Povijesnog centra kralja Abdula Aziza u Rijadu.
Nacionalni muzej bio je dio razvojnog plana Murabba', kako bi se obnovilo područje oko stare palače Murabbe', povodom stoljetne proslave. Postavljen je rok za izgradnju muzeja do početka 1999., tj. samo 26 mjeseci za planiranje i izgradnju muzeja od temelja, iako je ideja za takav muzej postojala još od osamdesetih godina prošlog stoljeća. Glavni arhitekt Raymond Moriyama dobio je nadahnuće promatrajući obliki bojena pješčanim dinama u okolici Rijada.
Koncept za didaktičko oblikovanje izložbi ponešto je drugačiji od tradicionalnog pristupa takvih klasičnih muzeja. Ima mnogo replika i diorama pa je nekad teško razlikovati original od replike. Ideja je promicati opće ideje i koncepcije, a ne pojedinačne izloške. 
Izlošci su organizirani u osam izložbenih dvorana ili galerija. [5]
- Čovjek i svemir
- Arapska kraljevstva
- Predislamska era
- Prorokova Misija
- Islam i Arapski poluotok
- Prva i Druga Saudijska Država
- Ujedinjenje
- Hadž i dvije svete džamije